# Bucoliche
(Virgilio, Bucoliche, I, 1-4.)
Le Bucoliche sono un'opera del poeta latino Publio Virgilio Marone, iniziata nel 42 a.C. e divulgata intorno al 39 a.C. È costituita da una raccolta di dieci ecloghe in esametri con trattazione e intonazione della vita pastorale; i componimenti hanno una lunghezza che varia dai 63 ai 111 versi, per un totale di 829 esametri. Questa scelta colloca quindi l'opera nel solco neoterico-callimacheo, di ispirazione alessandrina e più precisamente nel filone teocriteo.
“Bucoliche” deriva dal greco Βουκολικά (da βουκόλος = pastore, mandriano, bovaro); le dieci ecloghe che la compongono sono così chiamate da ἐκλογαί, egloghe, ovvero "poesie scelte". Esse furono il primo frutto della poesia di Virgilio, ma, nello stesso tempo, possono essere considerate la trasformazione in linguaggio poetico dei precetti di vita appresi dalla scuola epicurea di Napoli.

## Contesto storico e letterario

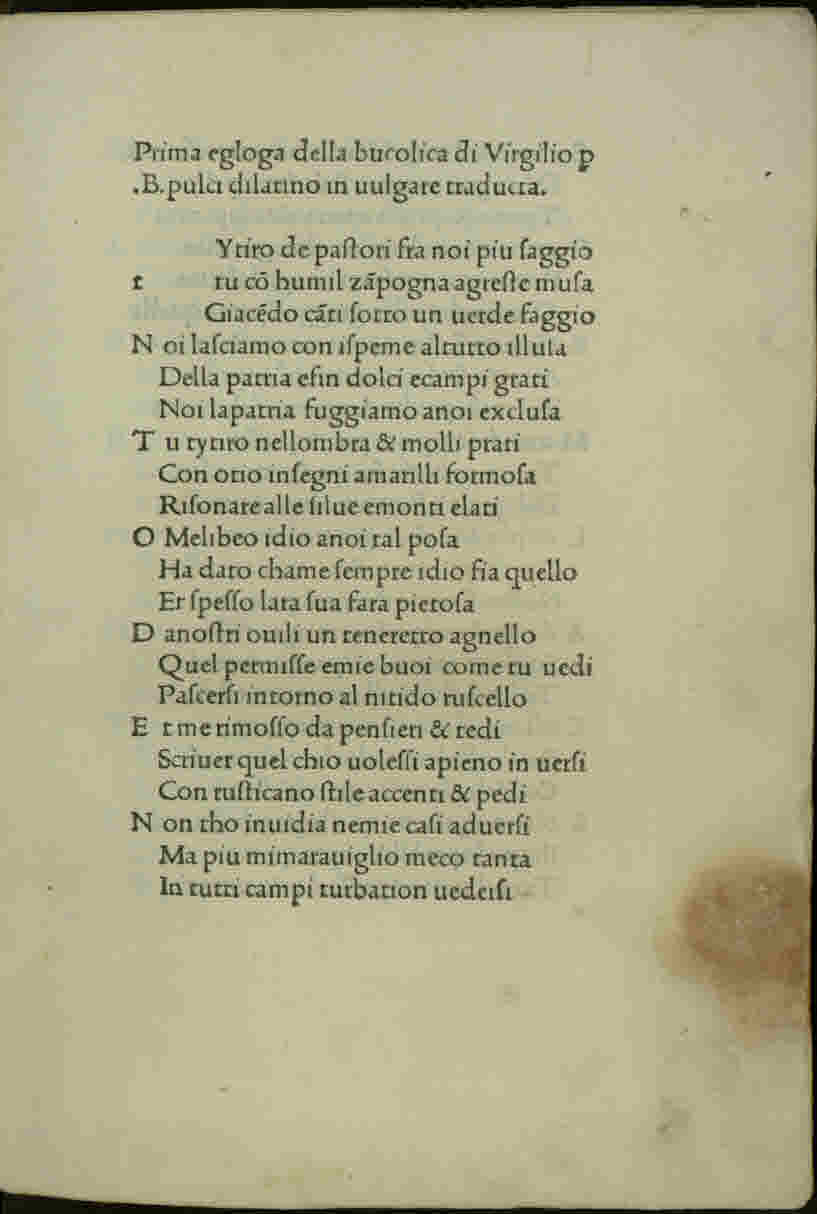
Bucolica, 1481

La contestualizzazione dell'opera è quella di una realtà profondamente drammatica, quella dell'Italia del I secolo a.C., scossa dalla guerra civile. Virgilio aveva assistito da piccolo alla congiura di Catilina, quindi all'ascesa di Giulio Cesare, alla guerra tra costui e Pompeo, al suo assassinio nel 44 a.C. ed infine agli scontri tra i cesariani e pompeiani. Mentre Virgilio scriveva la sua opera, Ottaviano aveva trionfato a Filippi. Tornato a Roma, Ottaviano aveva espropriato i suoi contadini delle loro terre, per ridistribuirle tra i veterani come ricompensa per i servigi da loro resi. L'esproprio delle terre fu per Virgilio un'esperienza drammatica, ed egli lo visse come un sintomo di barbarie:
(Virgilio, Bucoliche, I, 70-71)
La trattazione di temi pastorali non era un elemento di novità per l'ambiente culturale romano del I secolo a.C.; era innovativo invece il fatto che un poeta dedicasse a questo tema un intero libro. All'inizio della sesta egloga, Virgilio scrive:
(Virgilio, Bucoliche, VI, 1-2)
Il verso siracusano, che qui ha il significato di “agreste”, “bucolico”, allude alla figura di Teocrito, poeta ellenistico della prima metà del III secolo a.C., nato a Siracusa, che compose gli Idilli, dei piccoli quadretti di vita campestre, da cui Virgilio ha tratto spunto nella stesura delle Bucoliche. Per Virgilio la poesia pastorale non era però semplicemente imitazione di Teocrito o mero esercizio letterario; era qualcosa di strettamente connesso con la sua indole e le sue esperienze. L'esperienza della guerra, dell'ingiustizia dell'esproprio, delle brutali vicende politiche, dalle quali il poeta fu sorpreso e coinvolto nella filosofia, proprio là dove aveva sperato di essere al riparo da ogni affanno, servì a formare in lui una certa concezione della vita come dominata dal dolore, dall'ingiustizia, che è propria delle Bucoliche. Per Virgilio la poesia è un mezzo con il quale superare le passioni attraverso l'armonia, per creare una via di fuga dalla tragica realtà di guerra e di stragi attraverso la contemplazione della natura.
Virgilio s'immedesima nei suoi pastori: in qualche modo essi rappresentano lui stesso. L'ironia di Teocrito cede dunque il passo ad un'accorata partecipazione da parte del poeta mantovano; i pastori virgiliani partecipano di più alle vicende, sono più inseriti nella realtà rispetto a quelli di Teocrito, e sono sempre caratterizzati da un'ombra di malinconia, che si rispecchia nel paesaggio: l'ambientazione delle Bucoliche è la fredda, nebbiosa Pianura Padana, spesso raffigurata al crepuscolo; quella degli Idilli è la Sicilia, dove la natura è rigogliosa, e c'è sempre sole e caldo e l'Arcadia, regione della Grecia inteso come luogo meraviglioso ed utopico. Virgilio rinuncia all'impostazione geografica teocritea perché i pastori siciliani erano ormai al servizio dei latifondisti romani, e non potevano più essere considerati come i pastori dell'amore e del canto.
La principale differenza tra Teocrito e Virgilio è però il modo singolare in cui il poeta siracusano accosta il realismo delle condizioni dei pastori a una grande raffinatezza in quanto a lessico e scelta metrica: negli Idilli, Lìcida, un capraio, viene descritto esattamente come tale - con la pelle di un irsuto caprone, odorosa di caglio, sulle spalle, e con una vecchia tunica intorno al petto – ma si esprime tuttavia nei suoi discorsi in modo elegante e ricercato; può essere definito come un “colto cittadino travestito” (B. Snell).
I pastori dell'Arcadia di Virgilio non compiono invece lavori logoranti o degradanti, ma modulano “canti silvestri sul flauto sottile”, e nel loro mondo sereno si rifugiano dalla tragica realtà; sono privi tanto della crudezza della vita di campagna quanto della eccessiva complessità di quella di città. Virgilio si distacca dunque dal realismo per trasfigurare il paesaggio agreste in un locus amoenus dove realizzare l'otium. L'Arcadia, che è il locus amoenus dei pastori virgiliani, è carico di significati metaforici: è un luogo di riparo, un luogo dove vivere e cantare l'amore, anche deluso, ed è il luogo della civiltà contrapposta alla barbarie. È un simbolo di felicità, un'immagine reale ma intatta della realtà, immobile nello spazio e nel tempo, dove nulla si trasforma.
La prima egloga tratta dell'incontro tra due pastori, Titiro e Melibeo, che discutono riguardo all'abbandono delle proprie terre. Secondo la critica, questa vicenda rimanda a fatti storici del tempo; in quel periodo, infatti, Augusto aveva dato inizio a un esproprio di terre avvenuto in 18 città del Lombardo Veneto, tra cui Mantova e Cremona, perché venissero distribuite tra i veterani nel 42 a.C. dopo la fine della battaglia di Filippi.
Molti studiosi tendono ad identificare il personaggio del pastore Titiro nello stesso poeta Virgilio:
il pastore infatti, per intercessione di uno iuvenem, presumibilmente Augusto, riesce a salvare i suoi poderi; secondo la tradizione biografica antica, anche Virgilio ne è dapprima spossessato, ma poi riuscì a riottenerli mediante l'intervento degli amici Varo, Gallo, Pollione, vicini ad Augusto. A partire da ciò, studiosi hanno letto le Bucoliche in chiave allegorica, cogliendo in ogni personaggio e situazione un riferimento storico. Tuttavia, l'ipotesi è insoddisfacente, e non ci sono elementi certi che convalidino questa tesi. Titiro potrebbe effettivamente essere Virgilio o potrebbe non esserlo; quello che è sicuro, è che il tema dell'abbandono delle campagne e della violenza dei negotia lasciano una traccia profonda in Virgilio. Nelle Bucoliche è dunque presente un forte legame con la contemporaneità, dato della poetica dell'autore.

## Ambientazione
Il mondo descritto nelle bucoliche è un mondo utopico di perfezione atemporale e stilizzata, all'interno del quale Virgilio proietta la sua aspirazione a un ideale di serenità e armonia, fortemente in contrasto con la cruenta realtà storica e contemporanea. Per questo il poeta, rispetto al modello teocriteo, elimina ogni traccia di ironia in favore del pathos e di una maggiore partecipazione emotiva alla vita e ai drammi dei pastori, le cui vicende assumono un valore esemplare. Bruno Snell ha definito lo sfondo delle bucoliche un "paesaggio spirituale", ispirato alla campagna mantovana dove Virgilio era nato e cresciuto, ma allo stesso tempo conservante tutti i tratti tipici del locus amoenus: ombrosi faggi, amene radure, fresche fonti ristoratrici, solo per citarne alcuni. Tali elementi del paesaggio tuttavia non rimangono uno sfondo passivo, ma al contrario prendono parte attiva alle vicende riflettendo nei loro tratti spesso antropomorfizzati le gioie e le sofferenze dei pastori, in una profonda comunicazione emotiva tra uomo e natura.

## Struttura

### Ecloga I
La prima egloga delle Bucoliche mette in scena il dialogo tra due pastori: il primo, Melibeo, che è costretto ad abbandonare la sua patria perché è stato privato dei suoi beni ("Nos patriam fugimus"/ "Noi abbandoniamo la patria" v. 4) e Titiro che, contrapposto a quest'ultimo, si riposa all'ombra di un faggio intonando un canto silvestre dopo esser riuscito a mantenere i propri possedimenti. Questo avvenimento fittizio e letterario risulta comunque avere particolare pregnanza storica, in quanto rappresenta lo sconvolgimento successivo alle guerre civili e l'assegnazione delle terre ai veterani, eventi che segnarono particolarmente anche la vita privata dell'autore.
Stupefatto del diverso esito delle due vicende personali, pur non serbando alcuna invidia, Melibeo non può trattenersi dal chiedere come sia stato possibile; la salvezza delle terre di Titiro era stata resa possibile dall'intervento di un giovane dio ("deus nobis haec otia fecit"/"un dio ha fatto per noi questi ozii" v.6). In questo modo si esplicita la ragione della posizione incipitaria assegnata a quest'egloga: l'intercessione va infatti a giovare al canto e permette al pastore di coltivare l'otium; pertanto in segno di riconoscenza egli praticherà sacrifici modesti ma frequenti per tutta la durata della sua vita.
Titiro stesso afferma di aver incontrato il dio a Roma, essendovisi recato per riscattare la propria libertà dalla precedente condizione di schiavitù; è importante sottolineare come la soluzione di questa vicenda non fosse stata possibile finché era stato sotto il giogo dell'amore di Galatea, la quale imponeva un sacrificio economico in doni tanto grande da non poter esser sostenuto altrimenti. 
Melibeo, in canto elegiaco verso la propria sorte, attribuisce a Titiro l'aggettivo fortunatus ("Fortunate senex"/ "Vecchio fortunato" vv. 46-51), poiché a quest'ultimo rimarranno i campi che ha coltivato per una vita intera e potrà godersi la frescura di posti conosciuti, mentre egli sarà costretto a vagare come esule in territori a lui estranei, mentre soldati barbari godranno dei frutti del suo duro lavoro ("Insere nunc, Meliboee, piros, pone ordine vitis!"/ "Innesta ora, o Melibeo, i peri, metti in ordine le viti!" v. 73). I due interlocutori mantengono sempre un tono distaccato, ad eccezione dell'ultima parte dell'egloga in cui il tono si fa più coinvolto. Infatti, quando, ormai al tramonto, Melibeo annuncia mestamente di essere in procinto di incamminarsi verso l'esilio, Titiro afferma che lo avrebbe volentieri ospitato in casa sua per la notte, se avesse voluto.

### Ecloga II
L'Egloga II delle Bucoliche rappresenta il monologo del pastore Coridone che canta il suo amore disperato per il giovanissimo Alessi, che non corrisponde questo sentimento: Alessi è infatti uno schiavetto amante del ricco Iolla, il suo signore. Dapprima Coridone si meraviglia per il fatto che non riesce a farlo innamorare di sé, nonostante possegga numerosi capi di bestiame, sia di bell'aspetto e canti bene come il re tebano Anfione; gli propone addirittura di insegnargli a suonare la zampogna, strumento del dio Pan, ricevuta in eredità da Dameta. Questi non sono gli unici doni che Coridone offre: l'intera natura renderà omaggio ad Alessi. Verso la fine, però, il tono si fa disilluso e Coridone, con un'apostrofe a se stesso, ammette tristemente che Alessi non accetterà i suoi doni perché lo reputa uno zotico di poco conto; nell'ultimo esametro, il pastore, sempre più rassegnato, afferma che se il giovinetto non ha intenzione di amarlo, egli troverà un altro Alessi.
Questo componimento si rifà all'Idillio XI di Teocrito, in cui il Ciclope Polifemo si strugge d'amore per la ninfa marina Galatea, che non ricambia il suo amore. I toni dei due componimenti sono, però, completamente differenti: mentre l'Idillio teocriteo è sviluppato in toni comici, scaturiti da una delicatezza che risulta piuttosto inappropriata per Polifemo, l'Egloga virgiliana mantiene un tono disilluso e angosciato.

### Ecloga III
La terza egloga è una gara di canto tra due pastori, Dameta e Menalca. La sceneggiatura (divisa in cinque parti: contrasto pastorale, sfida, proclamazione della gara, canto amebeo e giudizio) e la scenografia (pascoli e greggi) fanno di questo come un vero "teatro bucolico". Menalca vede Dameta mentre custodisce il bestiame, che certamente non può essere suo; il bestiame è di Egone che se ne è andato ed ha lasciato Dameta da solo. Menalca si trova a dover compiangere il bestiame e così facendo Dameta, risentito, ricambia l'ingiuria. I due pastori continuano ad offendersi citando questioni passate, fin quando Dameta provoca il compagno ad una gara amebea (alternata, in cui i due si alternano a recitare versi). Fissata la posta, una vitella, Menalca svela le sue condizioni famigliari e offre una posta di valore maggiore: due tazze di faggio. Dameta accetta la posta e contrappone due tazze aventi le anse circondate di acanto. Unico uditore e giudice sarà Palemone, che appare come un deus ex machina; egli fissa le norme e la gara comincia. Le dodici coppie di epigrammi esametrici mettono in scena "dodici bozzetti" di valore prettamente pittorico: si ha l'impressione di essere in una galleria, dove i quadri che popolano le pareti è come se ti parlassero. Il momento dialogico cessa con la sfida; i temi toccati riguardano la vita pastorale, l'amore e la poesia. Palemone dichiara pari la gara: ormai «sat prata biberunt» e bisogna chiudere la tenzone poetica.

### Ecloga IV
Durante l'ottobre del 40 a.C., mentre Virgilio scriveva l'opera, l'atmosfera nell'Urbe era molto tesa e la guerra civile era al suo culmine: nel 40 a.C. Ottaviano e Lucio Antonio (fratello di Marco) si scontrarono nella cruentissima battaglia di Perugia e, dopo di essa, alcuni mediatori (Nerva, Mecenate e lo stesso Pollione, amico di Virgilio e console in carica per quell'anno) riconciliarono i due triumviri, che stipularono quindi la pace di Brindisi; in base a questo trattato, ad Ottaviano fu assegnato l'Occidente, e ad Antonio l'Oriente; la penisola italica apparteneva ad entrambi. La tregua fu sancita con un matrimonio tra Ottavia, sorella di Ottaviano, e Marco Antonio. Questo accordo fu salutato con grande speranza e gioia da parte dei veterani e degli abitanti di Roma, ed i due triumviri, tra il tripudio della folla, celebrarono l'ovazione.
Anche Virgilio, di solito lontano dalla vita politica, dimostra grande entusiasmo per questo accordo: nella IV egloga, in particolare, con un registro stilistico notevolmente più alto rispetto alle altre, il poeta celebra l'imminenza del ritorno dei Saturnia Regna, in seguito alla nascita di un “bambino divino”, che avrebbe posto fine al tragico presente per inaugurare una nuova età dell'oro.
Il poeta non fa il nome del puer, e il componimento assume così un tono profetico e misterioso. Secondo alcuni studiosi, questo bambino a cui, senza poter immaginare che sarebbe stata una femmina, Virgilio si riferisce, sarebbe il figlio derivante dall'unione tra Ottavia e Marco Antonio (che fu poi Antonia maggiore), oppure, analogamente, la figlia di Augusto e Scribonia (Giulia); secondo altre interpretazioni, potrebbe essere Salonino, figlio di Asinio Pollione, ipotesi questa concepita già dagli antichi commentatori, o anche il nascituro figlio di Antonio e Cleopatra (Alessandro Elio); gli amanuensi cristiani videro nel puer la figura di Gesù Cristo e nella Virgo la Madonna, e questa interpretazione fece sì che per tutto il Medioevo Virgilio venisse venerato come un saggio dotato di capacità profetiche, tanto che nella Divina Commedia il poeta latino Stazio dice di essersi convertito al Cristianesimo dopo avere letto la IV Bucolica (Purgatorio - Canto ventiduesimo, vv. 55-93). Questa tradizione iniziò con un discorso di Costantino il Grande, databile tra il 313 e il 325, e riportato da Eusebio di Cesarea in appendice alla sua Vita di Costantino col titolo All'assemblea dei santi.
Potrebbe rappresentare, infine, una metafora per indicare quel sogno di pace di una generazione disperata che sembrava in procinto di concretizzarsi con la pace di Brindisi.
Un'altra interessante interpretazione è quella di Eduard Norden, che considera il puer come personificazione del "Tempo" che ricomincia il suo ciclo, a partire dalla favolosa età dell'Oro. Ettore Paratore nella sua Storia della letteratura latina scrive che in questa bucolica "tutte le correnti mistiche che agitavano in quell'epoca la coscienza delle folle hanno lasciato traccia di sé [...]: le tradizionali correnti orfico-pitagoriche, il rinascente culto sibillino, le dottrine filosofiche sulla palingenesi dell'umanità, la tradizione romana del saeculum, culti orientali connessi con figure di monarchi ed eroi, la tendenza, già vigoreggiante nella casa Giulia, all'apoteosi delle proprie figure eminenti [...] e, non ultimo, il profetismo ebraico, l'attesa del Messia, di cui Virgilio doveva aver avuto notizia frequentando Pollione, presso il quale trovavano ospitalità i dotti ebrei di passaggio in Italia". "Ma nell'avvento del puer rinnovatore, si avvertono anche gli echi dei miti dei Magi, riguardanti la nascita di Zarathustra, vaticinans puer rinnovatore del mondo, e l'avvento del Saoshyant, il Salvatore nato da una Vergine". L'età dell'oro e della pace era stata profetizzata anche dalla Sibilla Eritrea e l'avvento del sovrano inviato dal cielo a portare la pace e la giustizia nel mondo era già nella figura del rex magnus de caelo profetizzato dagli oracoli sibillini. Gli oracoli avevano anche previsto il ritorno all'età beata.

### Ecloga V
L'egloga quinta si presenta dapprima semplice, per poi elevarsi. Tratta di due pastori perfetti nell'arte del canto: Menalca e Mopso. Questi non si sfidano; invece, s'incontrano, s'invitano, si donano a vicenda i canti, si ammirano a tal punto che Menalca di fronte alla baldanza giovanile, che caratterizza la figura di Mopso, oppone la sua maggiore serietà e la coscienza esatta dei propri limiti. Mopso canta della morte di Dafni, un pastore amato da una ninfa, la quale per gelosia lo accecò; la cecità fu poi la causa della sua morte. Poiché Mopso aveva terminato il canto lasciando Dafni nella tomba, Menalca lo divinizzerà, elevandolo agli dei e cantandone l'apoteosi (vv. 45-52). La deificazione di Dafni riconduce la pace agli uomini, ma soprattutto ai pastori che lo eleggono come protettore e gli attribuiscono l'epiteto di bonus, che è tipico per designare la benevolenza.
Le egloghe quarta e quinta si completano a vicenda in una visione pura e serena della vita e della natura. Infatti, come la divina letizia della natura si riconosce in Dafni e nella sua apoteosi, anche il cursus vitae del prodigioso puer non si svolge mai senza l'accompagnamento e senza l'omaggio della natura. Alcuni sostengono che la figura di Dafni possa ravvisare la persona di Giulio Cesare: Dafni costituisce, agli occhi del poeta, il sostrato per esaltare la serena pace della natura: amat bonus otia Daphnis. Qui probabilmente si vuol notare come le due egloghe siano impostate su un motivo antitetico: la nascita del puer nell'una, la morte di Dafni nell'altra. Entrambe le egloghe si propongono, però, la stessa meta: la rappresentazione di uno stato non soltanto di beata innocenza e purezza, ma anche di letizia universale.

### Ecloga VI
La VI ecloga è mirabile sia nell'insieme sia nelle parti. Si tratta di una dedica ad Alfeno Varo, il quale desiderava da Virgilio un'epopea che lo onorasse e narrasse le guerre civili. Tutto ciò, più che un racconto autobiografico, può sembrare una recusatio per sfuggire alle insistenze dell'amico Varo, che dovrà accontentarsi di questa sostituzione. In verità l'ecloga è per Gallo, ma la pagina porta scritto in cima il nome di Varo: "a Febo non è pagina più cara di quella che ha di Varo il nome in fronte". Dopo l'ammonimento di Apollo, dio della poesia e della musica, nei confronti di Titiro (Virgilio stesso), segue il canto di Sileno, capo dei satiri, trovato addormentato per il vino bevuto il giorno innanzi da Cromide e Mnasillo insieme alla ninfa naide Egle, che tinge con succo di more la fronte e le tempie di Sileno. Tutta la natura gode del canto di questo vecchio satiro. Con un rapido passaggio giungono le lodi di Gallo, un'anticipazione della X ecloga. Difatti Sileno racconta come una delle nove Muse abbia condotto Gallo dalle rive del Permesso ai monti della Beozia. Infine il canto viene interrotto dal calar della notte.
Molti escogitarono possibili spiegazioni e ragioni di questo canto, molteplice sia nei suoi significati sia nel suo svolgimento; alcuni hanno pensato a un carme catalogico, quasi epilogo o prontuario di argomenti poetici. Per quanto concerne il passo consacrato a Cornelio Gallo, non è altro che un grande tributo di amore e di onore. Son tutti sinceri questi tratti che Virgilio dona agli amici, senza però essere scevri di encarecimientos poetici e amichevoli.

### Ecloga VII
Di nuovo una gara di canto, dopo le ecloghe III e V. Il modello è Teocrito, dalle Talisie; ma al posto dell'ambientazione di Cos, si trovano, qui, i cenacoli romani degli amici e nemici virgiliani. Protagonisti sono Melibeo, Coridone e Tirsi: la gara poetica contrappone Coridone e Tirsi, mentre Melibeo fa da giudice. Coridone continua ad amare Alessi come nella ecloga II, e canta il suo amore per lui, mentre Tirsi canta il suo amore per Fillide. Alla fine, Melibeo, giudice della gara, assegna la vittoria a Coridone..
Più volte nel corso dell'opera troviamo un hysteron proteron, dove si anticipano avvenimenti che dovrebbero essere invece posposti e se ne posticipano altri avvenuti prima: questo è il rapporto tra la VII e la I egloga. I contendenti non sono così ingiuriosi come Menalca e Dameta, svolgono ognuno il proprio canto in strofe alterne di quattro esametri: Coridone, che cantava lamenti d'amore sui monti e nelle selve, ora sostiene una parte più raffinata; invece Tirsi, indulgendo nelle volgarità, sarà dichiarato perdente perché non considerato al pari di Coridone.
Una differenza importante fra i due riguarda l'ambito religioso: Coridone nomina gli alberi sacri ad Ercole, a Bacco, a Venere e a Febo; Tirsi invece dice di preferire i pastori arcadi, così che lo adornino di edera, in quanto è un poeta esordiente; con queste parole si dimostra poco devoto agli dèi. L'unica divinità che incontri le sue simpatia è Priapo. C'è un forte contrasto di tono: pacato quello di Coridone, aggressivo e volgare quello di Tirsi. Coridone, infatti, invoca le ninfe affinché gli concedano un canto al pari di quello di Codro, poi, come Micone cacciatore, consacra a Diana la testa di cinghiale e le corna di un cervo. Dopo aver celebrato la caccia, invoca la sua amata Galatea, dicendole di raggiungerlo, se lo ama davvero. La sua modestia fa sì che l'invito non appaia come un'imposizione, anzi al contrario mostra tutta la sua dedizione.

### Ecloga VIII
Come le altre egloghe di numero pari, l'egloga VIII reca una premessa in cui il poeta introduce il canto a gara tra Damone e Alfesibeo. Probabilmente l'egloga celebra la fama poetica di Asinio Pollione, che anche se non viene nominato è sicuramente identificabile dai fatti.
Il primo canto è quello di Damone, che dà voce ai pensieri di un infelice amante, anonimo, disperato perché la fanciulla che ama, Nisa, ha preferito Mopso e per questo egli ha intenzione di suicidarsi ("Comincia con me, mio flauto, i versi menalii. Tutto diventi alto mare. addio, boschi! Mi getterò giù dalla vetta di un aereo monte nei flutti: sia questo il mio ultimo dono per te, la mia morte."). Nel secondo canto troviamo Alfesibeo, il quale racconta di una donna, anch'essa innominata che, con l'aiuto dell'ancella Amarillide, compie un rito magico per far sì che l'amato Dafni ritorni ("Riportatemi dalla città, miei incantesimi, riportatemi Dafni. Intreccia in tre nodi, Amarillide, i tre colori, intrecciali presto, Amarillide...") Ci sono delle descrizioni pittoresche che sono prese dall'esperienza teocritea; in generale tutta la scena ricorda l'autore greco: l'atrio della casa, l'ancella che porta gli ingredienti, il cane sulla soglia, il fuoco, la cenere e gli altari; ancora Dafni che è fuggito in città. La maga a poco a poco cessa di essere irreale, sovraumana, fittizia e diventa sempre più donna; il suo dolore è profondo e universale, è il dramma dell'amore infelice. L'obiettivo della donna è di far impazzire d'amore Dafni, poiché essendo in città, la sta trascurando. L'incantatrice immagina di rivolgersi al pastore che viene nominato nel ritornello, in quanto ne ha il ritratto innanzi a sé. Cinge la sua immagine tre volte con tre fili di colore diverso, per un totale di nove: tre per ciascuna volta e per ciascun colore. Il rituale termina con lo spargimento delle ceneri nel ruscello vicino all'abitazione della donna, subito dopo sente dei passi sulla soglia: è Dafni, l'incantesimo è riuscito.
Damone canta in prima persona, ma la sua disperazione è diversa da quella espressa da Coridone nella II, piuttosto si avvicina a quella di Pasifae nella VI e di Gallo nella X; Coridone nella II si consola cercando un nuovo Alessi ("Coridone, Coridone, quale follia ti ha preso! Hai lasciato sull’olmo frondoso le viti potate a metà. Perché almeno non prepari qualcosa che occorre,non intrecci vimini e giunchi flessuosi? Se questo non ti vuole, troverai un altro Alessi.”) Damone invece arriva alle estreme conseguenze, ossia la morte, come detto prima (vv. 57-60). Quando giunge la notte, il pastore comincia a cantare il suo infelice amore per Nisa: constata di essere stato crudelmente ingannato e si lamenta del fatto che nonostante li abbia invocati, gli dèi non lo abbiano aiutato, per questo si appresta a morire. Nisa, che un tempo era legata a Damone, adesso lo disprezza, odia la sua zampogna, le sue caprette e anche la sua lunga barba. Eppure egli ricorda il loro primo incontro quando lei era ancora una bambina: vederla fu amarla, ma questo amore, definito folle, lo ha rovinato. Ora Damone ha capito chi sia Amore: un dio generato sulle pietre dure dei monti o in deserte e selvagge regioni; proprio l'essere nato in un luogo pietroso ha indurito il suo animo. Infatti fu lui a spingere Medea a macchiarsi le mani del sangue dei propri figli. Amore è definito malvagio, così come la madre Venere; inoltre il pastore annuncia che d'ora in poi l'intero ordine della natura sarà sovvertito e accadranno le cose più assurde (adynata): il lupo fuggirà dalla pecora, i gufi gareggeranno con i cigni... Le sue ultime parole sono dedicate ancora all'amata, dice infatti che la sua morte sarà come l'ultimo dono dell'infelice innamorato. Il canto dei due pastori è tale da attirare l'attenzione delle giovenche immemori dell'erba, le linci e i fiumi che arrestano il proprio corso; questo passaggio è suggerito dal mito di Orfeo, il cui canto attira le fiere che, come esseri umani, sentono l'effetto magico della musica e condividono con il poeta il suo dolore; inoltre le linci fanno parte della fauna cara a Bacco (vv. 1-5).

### Ecloga IX
Licida incontra per caso Meri, che conduce i capretti al nuovo padrone, un veterano, colui che ha cacciato via Menalca; dal discorso si apprende che purtroppo Menalca non è riuscito ad avere salvi i suoi beni e a nulla gli hanno giovato i carmi. Su Menalca, che è l'autentico protagonista del carme, si è abbattuta la vera catastrofe. Per dare sollievo a Menalca, Licida gli ricorda le promesse fatte dai triumviri: in grazia dei suoi canti avrebbe potuto mantenere i suoi campi. Menalca, però, non trova conforto nelle parole di Licida. Egli incarna ora il personaggio di Melibeo della prima ecloga. Ma, mentre questi accettava l'esilio a fronte alta e con tutte le sue conseguenze, rinunciando a vedere per sempre il tetto della sua casa, Menalca invece rimane. Verrà ancora a implorare presso Varo pietà per la sua Mantova.
Meri, il servo di Menalca, ora passato ad altro padrone, va "dove mena la via", e la via porta a Mantova, come si comprende dai vv. 27 e 59; ancora tutto sgomento di quel che ha veduto, egli narra che gli sono accadute cose, quali da vivo non avrebbe mai immaginato; un estraneo, come se fosse il padrone, gli ha detto: "Questi campi sono miei; voi, vecchi coloni, andatevene". Sebbene sia un servo, quel campo è anche un poco suo. Deplora che la violenza si sostituisca al diritto e auspica che i nuovi coloni ne siano cacciati. Non soltanto la pianura padana, ma tutta la repubblica romana è sconvolta dalle guerre civili; l'atto di accusa è contro Varo, ma non risparmia neppure Ottaviano. Licida si stupisce, perché aveva inteso che Menalca, grazie ai suoi canti, conservava la terra che si stende da quella parte, ove i colli prendono a declinare in dolce pendio, fino ai canali e ai vecchi faggi ormai scapezzati.
I carmi di Menalca erano allora meritatamente famosi, se avevano suscitato l'ammirazione di Pollione e di Varo, governatori della Cisalpina. Ma i canti hanno al momento della guerra la medesima forza delle colombe all'appressarsi dell'aquila. Se da sinistra gracchiando una cornacchia non avesse avvertito Meri di troncare ogni lite, a quest'ora né Meri, né lo stesso Menalca sarebbero ancora in vita (vv. 11-16). Licida si stupisce che sia commesso un tale reato; non pare possibile che Menalca, suo conforto nei canti, sia stato sul punto di essere ucciso insieme a Meri. E chi allora canterebbe le Ninfe, il suolo cosparso d'erbe in fiore e la verde ombra dei fonti? Chi intonerebbe quei canti che Licida stesso ha udito da Menalca, quando si recava da Amarillide, communis amica?
Meri preferisce ricordare altri versi, non ancora rifiniti, che Menalca cantava per Varo, il quale aveva la facoltà di assegnare o no i territori di Mantova ai veterani. Cremona fu punita con la confisca poiché aveva parteggiato per Bruto e Cassio contro i triumviri; non bastando i territori di Cremona, fu aggiunta - per disposizione di Varo - anche Mantova, poco distante da Cremona. Licida prega Meri perché gli reciti qualche altro verso di Menalca. Anche Licida, per volere delle Muse, aveva composto versi; sebbene i pastori lo dicano poeta, lui non ci crede.
Tutto il passo è ricalcato su un'arguta scena dell'Idillio settimo di Teocrito. Licida non ritiene di essere ancora giunto alla pari con i due maggiori esempi e modelli della poesia neoterica: Rufo e Cinna. È come un'oca a confronto dei canori cigni. Meri si sforza di ricordare il canto: una bella imitazione dell'idillio undicesimo di Teocrito, dove Polifemo supplica Galatea, comparsa sulle onde del mare, perché si rechi presso di lui, in una situazione molto simile a quella della seconda ecloga, dove Coridone pastore invita Alessi cittadino; qui, invece della campagna contro la città, c'è la terra contro il mare, la quiete dell'una contro il turbamento dell'altro (vv. 37-43).
Nei versi successivi Licida chiede se Meri ancora ricordi quello che udì cantare in una notte tranquilla, di cui ha in mente l'aria, ma non le parole. Meri le sapeva, ma l'età gli aveva portato via con tutto il resto anche la voglia di cantare. Gli sono sparite dalla mente tante canzoni; la stessa voce gli è venuta meno. Per dare parvenza bucolica all'intermezzo epico-lirico (vv. 46-55), il canto s'immagina rivolto a un pastore, e il nome Dafni suona qui, come quello di Titiro e di altri, a indicare un personaggio bucolico, che con intenti agricoli, cerca di trarre pronostici sul raccolto: da quando brilla l'astro di Cesare, non c'è più da indagare l'avvenire, né da temere mali futuri.
La cometa, che era apparsa dopo il cesaricidio, fu creduta la prova migliore dell'assunzione di Cesare tra gli dei, di quel Cesare che si considerava nipote di Venere (vv. 44-55). Allora Licida rimprovera Meri, che, a forza di scuse, sta eludendo il suo desiderio di udire ancora il canto di Menalca. Ora la distesa delle acque (sono i laghi che circondano Mantova) e i venti si sono quietati. I due pastori sono a mezza strada; si vede apparire il sepolcro di Bianore. Qui, dove la campagna è di una dolcezza infinita Meri è invitato a cantare dal compagno: "deponi i capretti, giungeremo ugualmente in città". Ma il vecchio sconsiglia il giovane amico; non deve insistere, bisogna fare quello che urge; quando Menalca stesso sarà qui, allora si canterà meglio.

### Ecloga X
Tutta la natura, i pastori, le divinità olimpiche e pastorali, impietosite per il grande dolore di Gallo, amante infelice e non corrisposto di Licoride, prendono parte alle sue pene d'amore, cercando di consolarlo. Gallo, il discepolo di Partenio che a lui dedicò il mitologico trattato degli Ἐρωτικὰ Παθήματα, soffre ora un autentico dolore d'amore; e non per un'eroina del mito, bensì per la volubile e infedele Licoride. V'è nel sottofondo una larvata polemica letteraria: genere bucolico contro genere elegiaco, con dichiarazione della superiorità della bucolica sull'elegia. Lo schema poetico è teocriteo, ma - omaggio a Gallo - il tono è mestamente elegiaco. Il canto, che Titiro aveva iniziato sotto l'ombra di un faggio, è ormai terminato: l'ombra è nociva a chi canta (v. 75); è l'ora di andare.
Tutto il passo è imitazione del lamento teocriteo (1, 66 ss.) per la scomparsa di Dafni. Attorniano Gallo malato d'amore i monti d'Arcadia, le pecore e alcuni personaggi bucolici, tra i quali Menalca. Ognuno chiede a Gallo il perché di tanta pena. Viene anche Apollo e rivolgendosi a lui chiede perché si dia in smanie quando ormai la sua Licoride è fuggita con un altro. Licoride è lontana dalla patria; per la sua lontananza Gallo soffre, egli prova dolore nel sapere che Licoride è esposta, oltre che ai pericoli, anche alle avversità della natura. Gallo incide sui tronchi d'albero le sue pene d'amore e i suoi canti; col crescere degli alberi cresceranno anche, in grandezza, le scritte incise su di essi (vv. 31-54). Si dedica poi alla caccia, illudendosi che questa sia una medicina al suo folle amore. Ma l'illusione è di breve durata. Gallo è ormai scoraggiato, e quanti propositi avanza, altrettanti stronca egli stesso, convinto della loro inutilità.
A questo punto il poeta introduce il suo congedo conclusivo dell'intera opera.

## Analisi critica
I temi principali sviluppati nelle Bucoliche possono essere suddivisi in tre categorie: il paesaggio arcadico, il rimpianto del "mondo perduto" e il ritorno alle origini. Il paesaggio appare infatti come un luogo idillico e ideale, in apparente contrasto con la realtà, a sottolineare i valori epicurei tra cui l'atarassia, l'assenza di turbamento che viene ad identificarsi quindi con l'apollinea campagna. Emerge tuttavia un secondo tema all'interno delle dieci egloghe, quello d'un mondo perduto e del contrasto tra la natura e la cultura e il progresso. Infine è possibile ritrovare la ricerca di un ritorno alle origini e il desiderio di una nuova venuta di un'età dell'oro attesa in ogni ceto sociale dopo il lungo secolo di guerra che precede la stesura dell'opera.
La prima delle dieci egloghe non presenta i tipici elementi dialogici, il tutto procede su due monologhi paralleli di tono elevato. Ciascuno dei due pastori (Titiro e Melibeo) persegue la sua visione: il primo dell'esilio, il secondo della libertà, una libertà donata a lui da un dio (deus ex machina) che gli permetterà di restare. Melibeo, all'inizio dell'egloga, ancora turbato per le vicende della sua vita, si ritroverà meravigliato nell'apprendere le sorti del suo interlocutore. L'estraneità di Titiro riguardo al mutamento che tutto intorno avviene è percepibile e lo contrappone a Melibeo. Vi è solo una simmetria, prettamente lessicale che connette i due discorsi tra di loro: ad esempio, ai vv. 1-5 di Melibeo corrispondono i vv. 6-10 di Titiro.
La seconda egloga, primo componimento pastorale dell'autore, è un invito alla campagna. All'interno di esso i due personaggi sono posti in due ambienti opposti, città e campagna. Virgilio mette in luce elementi bucolici che se, nelle altre egloghe appaiono impliciti e propedeutici allo svolgimento artistico, qui ci rendono in grado di ricostruire la scena. Per di più, l'andamento alterato di tutta l'egloga, l'incalzarsi dei sentimenti, l'evolversi dei pensieri, avvicina questo monologo bucolico a uno tragico.
La terza egloga, nella sua seconda metà, è una gara di canto. In contrasto sono due poeti d'amore, eterosessuale l'uno, omosessuale l'altro, offre qualche riferimento celebrativo per Asinio Pollione. Questi molto doveva aver apprezzato la seconda egloga specialmente se si era riconosciuto nel personaggio di Iolla e se in Alessi aveva riconosciuto il suo efebo. L'autore poteva inoltre riconoscere il suo protettore sia come autore di notevoli poemi, sia come lettore di carmi bucolici. Di questa terza egloga Virgilio doveva essere fiero se la riprenderà, non senza vanto, nella quinta.
La quarta egloga suona come un carme genetliaco in onore di un puer che sta per nascere o che è appena nato. Nel carme, con evidenti riferimenti all'epodo 16° di Orazio, la palingenesi incomincia con il puer, il fanciullo avrà vita simile a quella degli dei e degli eroi e 'reggerà il mondo con le patrie virtù (Norden 1924,9) o, secondo Hommel e Jachman (1952,56 n. 1) pacificato dalle virtù paterne'.
La quinta egloga ridiscende nel mondo quotidiano bucolico quasi a cancellare i toni elevati raggiunti nei due precedenti episodi: morte e apoteosi di Dafni. L'interpretazione fu sin dall'antichità sviata dal desiderio di prevedere chi si nascondesse sotto le spoglie di Dafni: sono stati fatti diversi nomi ma chi ha prevalso è stato Giulio Cesare.
Nella sesta egloga Virgilio tenta di comporre un'opera che sia in onore di Alfeno Varo e narrare le guerre civili alle quali Varo aveva partecipato ma, dissuaso da Apollo, ritorna alla bucolica. Più che un racconto autobiografico si può considerare una recusatio a causa delle continue insistenze di Varo che esigeva da lui un poema celebrativo. Con l'ammonimento di Apollo, l'autore cerca di rendere l'omaggio dovuto a Varo: l'egloga è per Gallo, ma la pagina porta il nome di Varo.
La settima egloga, ancora una volta una gara di canto, ha come modello Teocrito. I contendenti, Coridone e Tirsi, svolgono ognuno il proprio canto in strofe di quattro esametri, il primo risultando ben più raffinato, il secondo, ricorrendo alle volgarità verrà poi dichiarato perdente e, a giudizio di Dafni, non riesce, seppur abile, pari a Coridone. Giudizi più etici e non altrettanto oggettivi sono quelli formulati dallo stesso Melibeo, cronista dell'intera gara, il quale 'privilegia colui che meglio riesce ad esprimersi nei canti d'amore'. L'egloga, confrontabile con la terza, nella quale i due personaggi erano posti alla pari, vede la svalutazione di Tirsi, "poeta di vecchio stile": qui Virgilio fa vincere Coridone.
L'ottava egloga, pur essendo una gara di canto, si avvicina più alla quinta che alla terza o alle settima egloga anche per la divisione dei monologhi dei due protagonisti. L'azione si sperde nei rituali magici ma non mancano descrizioni pittoresche dal modello teocriteo. Tutta la scena, infatti, ricorda Teocrito, dall'atrio della casa all'ancella o al cane sulla soglia. Pollione, benché non sia espressamente nominato, è identificabile dai fatti (l'egloga si pensa recasse probabilmente il nome di Pollione, in testa, come dedica). Virgilio gli attribuisce il merito di averlo indotto a scrivere poesie stil-novistiche. L'esordio, carico di solennità, ha sollevato dubbi di autenticità.
La nona egloga lascia scorgere i veri gesti dei personaggi: il racconto pastorale si volge al termine. Su Menalca si è abbattuta la catastrofe; egli ora incarna il personaggio di Melibeo ma al contrario di quest'ultimo, che accettava l'esilio rinunciando ai suoi possedimenti, Menalca, invece, rimane. I pastori spariscono dalla scena bucolica e solo la funzione del canto potrà richiamarli alla vita; l'uomo diventa mito e il mito si attua in poesia: da una parte il desiderio di Licida, dall'altra il canto di Menalca. (G. Stegen, La neuvième Bucolique de Virgile, ivi 21,1953,331-42)
La decima egloga, che Stegen divide in tre parti, consta di un proemio, un racconto e un congedo. L'egloga, dedicata a Gallo, trova in quest'ultimo il suo protagonista, di cui Virgilio canta gli affanni d'amore. La vicenda ha un fondo di verità: Gallo in quegli anni era innamorato della liberta Volumnia, nota anche come Citeride, ma alla quale il poeta applicò il nome di Licoride. La ragazza tuttavia non ricambiò Gallo dello stesso amore, bensì fuggì per seguire un militare sul Reno. Questa fuga sarà il motivo del dolore di Gallo. Tutto il passo ha come modello Teocrito per la scomparsa di Dafni.

## Edizioni

### Editio princeps
- Publio Virgilio Marone, Bucolica, Impressum Florentiae, per me Antonium Bartholomei Miscomini, A. D. MCCCCLXXXI die ultimi februarii. URL consultato il 21 aprile 2015.

### Edizioni critiche
- P. Vergili Maronis Eclogae et Georgica, post Ribbeckium tertium recognovit G. Ianell, Lipsiae 1930.
- P. Vergili Maronis Eclogae et Georgica, recensuerunt A. Castiglioni et R. Sabbadini, Augustae Taurinorum 1963.

### Edizioni italiane
- Publio Virgilio Marone, Le Bucoliche, a cura di Andrea Cucchiarelli, traduzione di Alfonso Traina, Roma, Carocci editore, 2012.